# Ben Johnston (compositeur)
Pour les articles homonymes, voir Ben Johnston (homonymie) et Johnston.
Benjamin Burwell Johnston Jr., né à Macon, dans l'État de Géorgie (États-Unis) le 15 mars 1926 et mort le Modèle:Date de déccès, est un compositeur américain de musique contemporaine, connu pour son utilisation de l'intonation juste. 
Il a été qualifié de « l'un des plus grands compositeurs de musique microtonale » par Philip Bush et de « l'un des meilleurs compositeurs non célèbres que ce pays ait à offrir » par John Rockwell.

## Biographie
Johnston est né à Macon, en Géorgie, et a enseigna la composition et la théorie musicale à l'université de l'Illinois à Urbana-Champaign de 1951 à 1986, avant de se retirer en Caroline du Nord. 
Pendant son professorat, il fut en contact avec des figures de l'avant-garde américaine et européenne telles que John Cage, La Monte Young et Iannis Xenakis. Parmi les anciens étudiants de Johnston, on compte: Stuart Saunders Smith, Neely Bruce, Thomas Albert, Michael Pisaro, Manfred Stahnke et Kyle Gann. 
Il considérait également que sa pratique de l'intonation juste avait influencé d'autres compositeurs, dont James Tenney et Larry Polansky. 
En 1946, il se maria avec la chanteuse Dorothy Haines, mais ils divorcèrent peu après. 
En 1950, il épouse l'artiste Betty Hall, décédée en 2007.
Johnston commença sa carrière comme compositeur de musique savante avant de travailler avec Harry Partch. Il aida Partch à construire des instruments et à les utiliser dans l'interprétation et l'enregistrement de nouvelles compositions. Partch s'arrangea alors pour que Johnston étudie avec le compositeur provençal Darius Milhaud au Mills College.
En 1952, Johnston rencontra John Cage, qui l'invita à étudier à New York avec lui en été. Bien que Johnston ait décidé qu'il n'avait pas suffisamment de temps pour se préparer à de telles études, il se rendit à New York pendant plusieurs semaines et assista, avec Earle Brown, à la production de la composition à huit pistes de Cage, Williams Mix.
Plus tard, en 1957 et 1959, il étudie formellement avec Cage qui l'encourage à suivre ses désirs et à utiliser des instruments traditionnels plutôt que l'électronique ou des instruments nouvellement construits. 
Non qualifié en menuiserie et trouvant l'électronique peu fiable, Johnston cherchera, durant dix ans, un moyen d'intégrer la microtonalité et les instruments conventionnels. Il passa également beaucoup de temps à intégrer les microtons dans son langage musical. Néanmoins, depuis 1960, Johnston avait utilisé presque exclusivement un système de notation microtonale basé sur des intervalles rationnels d'intonation juste, ce que Gann décrit comme une « allégeance à vie » à la « microtonalité ». Johnston étudia aussi avec Burrill Phillips et Robert Palmer.
Johnston compose de la musique pour plusieurs productions de la compagnie ETC de La MaMa, Wilford Leach et la compagnie en résidence de John Braswell au La MaMa Experimental Theatre Club dans l'East Village de Manhattan (NYC). 
Son œuvre la plus importante fut Carmilla, que la compagnie interpréta dans le cadre de son répertoire tout au long des années 1970. Il composa aussi la musique pour la production de Gertrude, un musical de la vie de Gertrude Stein.
Ses autres œuvres comprennent l'œuvre orchestrale Quintette pour groupes (commandée par l'Orchestre symphonique de Saint-Louis), Sonnets of Desolation (commandée par les Swingle Singers), la Sonate pour piano microtonal (1964) et la Suite pour piano microtonal (1977). 
Johnston a complété dix quatuors à cordes. Le Quatuor Kepler a enregistré ses dix quatuors à cordes pour New World Records, se terminant en avril 2016 juste après le 90e anniversaire du compositeur.
À propos de son langage musical, Johnston dit :

« Tempered tuning is not the acoustically simplest kind. In just tuning, any interval is tuned so as to eliminate 'beating' (the result of vibrations interfering with each other). Just intonation is the easiest to achieve by ear. In this kind of tuning, all intervals have vibration rates related by small whole-number ratios. The larger the integers of the ratio, the greater the dissonance.r »

(« La musique tempérée n'est pas simple acoustiquement parlant. En s'accordant, tous les intervalles sont accordés de manière à éliminer les "battements" (résultants d'interférences vibratoires interagissant). L'intonation juste est la plus facile à trouver d'oreille. Dans ce type d'accordage, tous les intervalles ont des fréquences vibratoires liées à de petits nombres entiers. Plus l'entier est grand, plus grande sera la dissonance. »)
Il reçoit de nombreuses distinctions de son vivant, dont une bourse Guggenheim en 1959, une bourse du Conseil national des arts et des sciences humaines (Etats-Unis) en 1966, deux commandes de la Smithsonian Institution et le prix Deems Taylor. En 2007, l'Académie américaine des arts et des lettres honore Johnston pour son Œuvre. 
Son Quintette pour ensembles a remporté le prix SWR Sinfonieorchester au Donaueschinger Musiktage 2008 (Allemagne).
Heidi Von Gunden a écrit une monographie sur le compositeur et Bob Gilmore a édité les écrits complets du compositeur, qui ont été publiés sous le titre "Maximum Clarity" and Other Writings on Music par l'University of Illinois Press. Une histoire orale en trois parties couvrant toutes les étapes de sa carrière est hébergée à l' histoire orale de la musique américaine par l'Université Yale.
Il décède des complications de la maladie de Parkinson à Deerfield, Wisconsin, le 21 juillet 2019.

## Musique
Johnston est principalement connu pour avoir étendu les expériences de Harry Partch sur l'intonation juste aux instruments traditionnels grâce à son système de notation[réf. nécessaire].
Le style de composition de Johnston est éclectique. Il utilise des processus en série, des idiomes de chansons folkloriques (quatuors à cordes 4, 5 et 10), des processus répétitifs, des formes traditionnelles comme la fugue et les variations, et des processus intuitifs. Son but principal « a été de rétablir l'intonation juste comme une partie viable de notre tradition musicale ». 
Selon Mark Swed : « en fin de compte, ce que Johnston a fait, plus que tout autre compositeur ayant des racines dans les grandes expériences musicales américaines des années [19]50 et [19]60, est de traduire ces approches radicales de la nature de la musique en une une musique immédiatement appréhendable ».
La plupart des œuvres ultérieures de Johnston utilisent un grand nombre de hauteurs, générées par des procédures d'intonation juste. Dans ces œuvres, il forme des mélodies basées sur une échelle d'intonation juste dite «otonale » à huit notes composée des partiels 8 à 15 de la série harmonique, ou son inversion « utonale ». Il acquiert alors de nouvelles hauteurs en utilisant des transpositions ou des inversions de tons communs.
Beaucoup de ses œuvres présentent également une utilisation étendue de l'intonation juste, en utilisant des limites élevées. Son Quatuor à cordes n° 9 utilise des intervalles de la série harmonique jusqu'au 31e partiel. Il utilise « potentiellement des centaines de hauteurs par octave», de manière « radicale sans être avant-gardiste », et non pour créer des « dissonances encore inédites », mais pour « revenir... à une sorte de beauté musicale », qu'il perçoit comme amoindrie dans la musique occidentale depuis l'adoption du tempérament égal. 
Au début des années 1980, il disait de son Quatuor à cordes n°5 – minutieusement microtonal – « Je n'ai aucune idée du nombre de hauteurs différentes utilisées par octave ».
Les premières tentatives de Johnston en matière de composition juste s'appuyaient largement sur les réalisations du sérialisme post-Webern. 
Son quatuor à cordes à 7 limites n ° 4 Amazing Grace, fut commandé par la Fine Arts Music Foundation de Chicago et enregistré pour la première fois par le Fine Arts Quartet pour Nonesuch Records en 1980 (puis réédité par Gasparo sous le nom de GS205). Son Quatuor à cordes n° 4, peut-être la composition la plus connue de Johnston, fut également enregistré par le Kronos Quartet. Le Quatuor Kepler (Sharan Leventhal, Eric Segnitz, Brek Renzelman et Karl Lavine) l'enregistra pour New World Records, dans le cadre d'une série complète de 10 quatuors documentant l'ensemble du cycle de quatuors à cordes de Johnston.
Le Troisième Quatuor a été créé dans le cadre de cette série par le Quatuor Concord au Alice Tully Hall du Centre Lincoln, le 15 mars 1976, jour du cinquantième anniversaire du compositeur.

### Notation

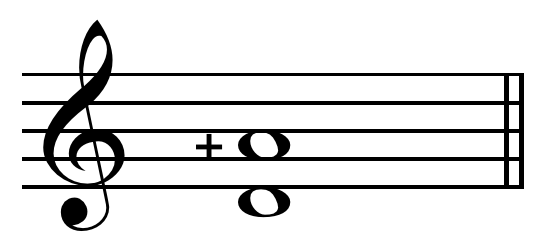
Une quinte juste dite « parfaite » sur un Ré.
classe=ve-pasteProtect
La quinte parfaite au-dessus du Ré (La, 27/16) est située un coma syntonique (81/80 ou 21,5 centièmes) plus haut que la sixte majeure sur un Do (La bécare, 5/3), 27/16 ÷ 9 /8 = 3/2.

À partir des années 1960, Johnston propose une approche pour noter la musique en intonation juste (IJ), redéfinir la compréhension des symboles conventionnels (les sept notes « blanches », les dièses et les bémols) et ajouter d'autres altérations, chacune conçue pour étendre la notation à des limites supérieures. 
La méthode de Johnston est basée sur une gamme diatonique de Do majeur accordée en intonation juste (IJ), dans laquelle l'intervalle entre Ré (9/8 au-dessus de Do) et La (5/3 au-dessus de Do) est un coma syntonique de moins qu'une quinte parfaite Pythagoricienne (3:2).
Pour écrire une quinte parfaite, Johnston introduit les symboles représentant ce coma manquant, « + » et « – ». Ainsi, une série de quintes parfaites commençant par Fa s'écrirait : Fa Do Sol Ré La+ Mi+ Si+. 
Les trois notes blanches conventionnelles La Mi Si sont ici accordées comme des tierces majeures ptolémaïques (5:4, échelle diatonique de Ptolémée) au-dessus de Fa Do et Sol respectivement. 
Johnston introduit de nouveaux symboles pour le septimal, undécimal, tridécimal, et d'autres extensions principales pour créer une notation IJ exacte, basée sur ces altérations, pour ce qu'il a nommé « l'intonation juste étendue ».
Bien que « cette notation ne soit liée à aucun diapason particulier » et que « ce qui reste constant, ce sont les relations de rapport entre les hauteurs », « la plupart de ses œuvres utilisent A = 440 comme note d'accord », plaçant le Do à 264 Hertz. Ainsi, un quatuor à cordes est accordé « Do-, Sol-, Ré-, La, Mi ».

## Enregistrements
- 2016 : Ben Johnston : Quatuors à cordes n° 7, 8 et 6, Quietness – Kepler Quartet ( New World Records CD-80730)
  - Quatuor à cordes n° 7
  - Quatuor à cordes n° 8
  - Quatuor à cordes n° 6
  - "Quietness" (quatuor à cordes et voix)
- 2014 : Ben Johnston : Ruminations – Eclipse String Quartet, John Schneider (voix, guitare microtonale), Karen Clark (voix), Jim Sullivan (clarinette), Sarah Thornblade (violon) (MicroFest Records CD-5)
  - La Taverne
  - Répertoire révisé
  - Parabole
- 2011: Ben Johnston : Quatuors à cordes nos 1, 5 et 10 - Quatuor Kepler (New World Records CD-80693)
  - Quatuor à cordes n° 5
  - Quatuor à cordes n°10
  - Quatuor à cordes n° 1, Neuf Variations
- 2008 : Sur la bonne voie : Commissions Vol. 2 . – Quatuor de saxophones New Century (Alanna Records ACD-6006, Pittsburgh)
  - Comprend O Waly Waly Variations de Johnston
- 2006: Ben Johnston : Quatuors à cordes nos 2, 3, 4 et 9 - Quatuor Kepler ( New World Records CD-80637)
  - Quatuor à cordes n° 9
  - Traversées : Quatuor à cordes n°3
  - Traversées : Le Silence
  - Traversées : Quatuor à cordes n°4, Amazing Grace
  - Quatuor à cordes n° 2
- 2005 : Susan Fancher : Ne rien méditer ( Innova Records )
  - Comprend Ponder Nothing de Johnston
- 2002 : Symphonie de chambre de Cleveland. Vol. 1, 2 & 3 (Troppe Note Records)
  - Comprend Songs of Loss de Johnston
- 1997 : Phillip Bush : Piano microtonal ( Koch International Classics 3-7369-2-H1)
  - Comprend la Suite pour piano microtonal
  - Comprend la Sonate pour piano microtonal de Johnston
  - Comprend Saint Joan de Johnston
- 1996 : Michael Cameron : Progression (Ziva Records)
  - Comprend Progression de Johnston
- 1993: Ponder Nothing: Musique de chambre de Ben Johnston (New World Records 80432-2)
  - Septuor pour bois, cor et cordes
  - Trois paroles chinoises
  - Gambit
  - Cinq fragments
  - Trio
  - Ne réfléchissez à rien (Ponder Nothing)
- 1995 : Le Quatuor de Stanford (Laurel Records)
  - Comprend le Quatuor à cordes n°9
- 1976: Sound Forms for Piano ( disque LP, New World Records NW-203)
  - Comprend la Sonate pour piano microtonal
- 1995 : The Kronos Quartet (compilation, Nonesuch Records)
  - Comprend le Quatuor à cordes n° 4 de Johnston, Amazing Grace
- 1993 : Urban Diva - Dora Ohrenstein (soprano), Mary Rowell (violon), Phillip Bush (claviers), Bill Ruyle et Jason Cirker (percussions), John Thompson (basse électrique) (Emergency Music, Composers Recordings Incorporated CD-654)
  - Comprend Calamity Jane à sa fille  de Johnston
- 1987 : White Man Sleeps - Quatuor Kronos ( Elektra / Nonesuch 79163-2)
  - Comprend le Quatuor à cordes n° 4 de Johnston, Amazing Grace
- 1984 : New Swingle Singers et New Vocal Workshop (Composers Recordings, Inc.)
  - Comprend les Sonnets of Desolation de Johnston
  - Comprend Visions and Spels de Johnston
- 1983 : Le Quatuor du Nouveau Monde (Composers Recordings, Inc.)
  - Comprend le Quatuor à cordes n° 6 de Johnston
- 1980 : Le Quatuor des Beaux-Arts (Nonesuch Records)
  - Comprend le Quatuor à cordes n° 4 de Johnston, Amazing Grace
- 1979 : Musique de l'Université de l'Illinois (Composers Recordings, Inc.)
  - Comprend le Duo pour flûte et contrebasse
- 1970 : Carmilla : A Vampire Tale ( Vanguard Records )
- 1969 : John Cage & Lejaren Hiller - HPSCHD / Ben Johnston - Quatuor à cordes n°2. ( Disque LP, Nonesuch Records H-71224)
- 1969 : The Contemporary Contrabass - Bertram Turetzky, contrebasse ( disque LP, Nonesuch Records H-71237)
  - Comprend Casta* de Johnston
- 1968 : New Music Choral Ensemble – Kenneth Gaburo, chef d'orchestre (disque LP, Ars Nova/Ars Antiqua Records AN1005)
  - Comprend Ci-Git Satie de Johnston